# Линейное предсказание
Лине́йное предсказа́ние (англ. linear prediction) — вычислительная процедура, позволяющая по некоторому набору предшествующих отсчётов цифрового сигнала предсказать текущий отсчёт.
Пусть {\displaystyle s(i)} — анализируемый цифровой сигнал. При линейном предсказании оценка текущего отсчёта сигнала {\displaystyle {\hat {s}}(i)} формируется как линейная комбинация предшествующих отсчётов:
{\displaystyle {\hat {s}}(i)=\sum _{k=1}^{N}\alpha _{k}s(i-k).}
Задача линейного предсказания заключается в том, чтобы найти набор коэффициентов {\displaystyle \{\alpha _{k}\}}, при котором среднее квадратическое число ошибки предсказания стало бы минимальным:
{\displaystyle <(s(i)-{\hat {s}}(i))^{2}>=min}.
Величина {\displaystyle N} называется порядком линейного предсказания.